# 144769 Zachariassen
144769 Zachariassen è un asteroide della fascia principale. Scoperto nel 2004, presenta un'orbita caratterizzata da un semiasse maggiore pari a 3,1258787 UA e da un'eccentricità di 0,0461763, inclinata di 1,07191° rispetto all'eclittica.
L'asteroide è dedicato all'informatico canadese Rayan Zachariassen.